# Anna-Carina Woitschack

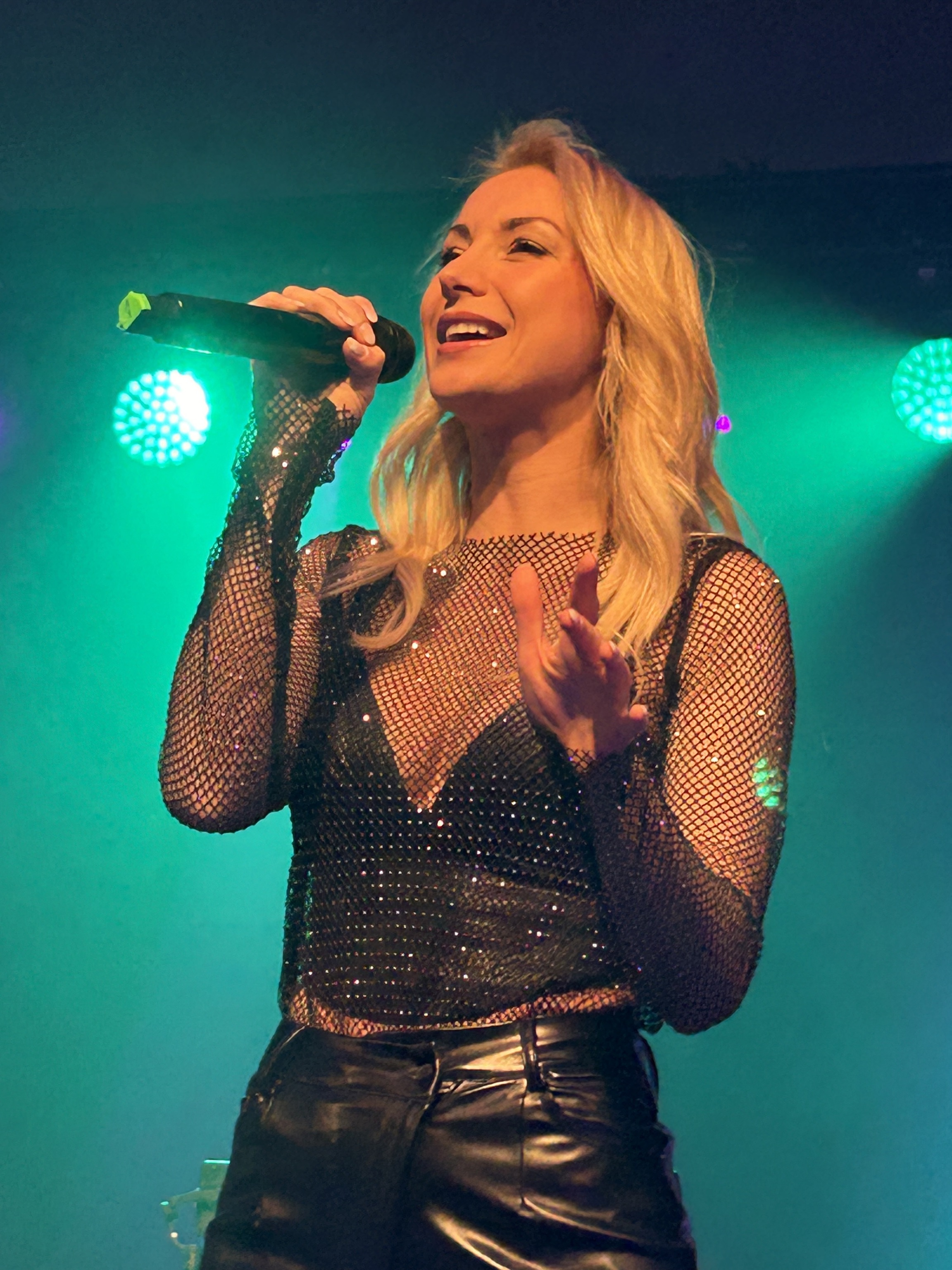
Anna-Carina Woitschack (2023)

Anna-Carina Woitschack (* 28. Oktober 1992 in Helmstedt, bürgerlich Anna-Carina Mross) ist eine deutsche Sängerin. Sie wurde durch die Castingshow Deutschland sucht den Superstar bekannt, bei der sie 2011 den achten Platz belegte. Drei ihrer Alben erreichten später Top-Ten-Platzierungen in den Charts.

## Leben
Woitschack entstammt einer Marionettentheater-Familie aus Sachsen-Anhalt, die seit 300 Jahren das Puppenspiel betreibt. Sie hat einen Bruder. Sie lebte 25 Jahre im Wohnwagen; aufgrund des beruflichen Umherreisens der Eltern wechselte sie im Wochenrhythmus die Schule. 2011 erreichte sie in der achten Staffel von Deutschland sucht den Superstar den achten Platz. Im Juni 2012 veröffentlichte sie mit Einzigartig ihre erste CD. Ihre sechste Single Ich will diesen Sommer hielt sich zehn Wochen in den deutschen Airplaycharts.
Woitschack lernte während DSDS Marco Lombardi, den Bruder des Staffelsiegers Pietro Lombardi kennen und war mit ihm drei Jahre lang in einer Beziehung. Ab Dezember 2016 war sie mit Stefan Mross liiert, mit dem sie im Dezember 2018 an den ProSieben Wintergames teilnahm. Im November 2019 verlobte sich das Paar im Rahmen der TV-Show Das Adventsfest der 100.000 Lichter. Die standesamtliche Trauung fand im Juni 2020 live im Rahmen der TV-Show Schlagerlovestory in der Media City Leipzig statt. Woitschack nahm den Familiennamen ihres Mannes an und verwendete ihren Geburtsnamen weiter als Bühnennamen. Beim TV-Event Die Passion, das an Ostern 2022 ausgestrahlt wurde, wirkten Woitschack und Mross als Jünger Jesu mit. Im November 2022 gab das Paar seine Trennung bekannt.
2023 gehörte sie zu den beiden Gewinnern der RTL-Show Die Verräter – Vertraue Niemandem! 2024 ließ sie sich für die deutsche Septemberausgabe des Männermagazins Playboy fotografieren. 2025 nahm sie an der 18. Staffel der Reality-Show Ich bin ein Star – Holt mich hier raus! teil und belegte den siebten Platz. Im Mai 2025 gab sie als Mode-Vloggerin Vivienne in einer Gastrolle der Daily-Soap Alles was zählt ihr Schauspieldebüt.

## DSDS
| Show Ausstrahlungsdatum | Song Originalinterpret              | Prozentzahl der Stimmen Platzierung unter Teilnehmern | Prozentzahl der Stimmen Platzierung unter Teilnehmern |
| ----------------------- | ----------------------------------- | ----------------------------------------------------- | ----------------------------------------------------- |
| Top 15 19. Februar 2011 | If I Ain’t Got You Alicia Keys      | 08,4 %                                                | 6/15                                                  |
| Top 10 26. Februar 2011 | I Will Always Love You Dolly Parton | 09,0 %                                                | 6/10                                                  |
| Top 9 5. März 2011      | I Will Survive Gloria Gaynor        | 10,0 %                                                | 7/9                                                   |
| Top 8 12. März 2011     | Für Dich Yvonne Catterfeld          | 06,8 %                                                | 8/8                                                   |

Legende:
|  | Letzter Platz in der Telefonabstimmung (ausgeschieden) |

## Diskografie
Studioalben

| Jahr | Titel Musiklabel                            | Höchstplatzierung, Gesamtwochen, AuszeichnungChartplatzierungen (Jahr, Titel, Musiklabel, Platzierungen, Wochen, Auszeichnungen, Anmerkungen) | Höchstplatzierung, Gesamtwochen, AuszeichnungChartplatzierungen (Jahr, Titel, Musiklabel, Platzierungen, Wochen, Auszeichnungen, Anmerkungen) | Höchstplatzierung, Gesamtwochen, AuszeichnungChartplatzierungen (Jahr, Titel, Musiklabel, Platzierungen, Wochen, Auszeichnungen, Anmerkungen) | Anmerkungen                             |
| Jahr | Titel Musiklabel                            | DE | AT | CH | Anmerkungen                             |
| ---- | ------------------------------------------- | --- | --- | --- | --------------------------------------- |
| 2012 | Einzigartig NoWa Musik (MCP)                | — | — | — | Erstveröffentlichung: 31. Mai 2012      |
| 2014 | Universum NoWa Musik (MCP)                  | — | — | — | Erstveröffentlichung: 29. August 2014   |
| 2017 | Ich wollte nie dein Engel sein Telamo (WMG) | DE54 (2 Wo.)DE | — | — | Erstveröffentlichung: 21. April 2017    |
| 2018 | Liebe passiert Telamo (WMG)                 | DE32 (2 Wo.)DE | — | — | Erstveröffentlichung: 13. April 2018    |
| 2019 | Schenk mir den Moment Telamo (WMG)          | DE21 (2 Wo.)DE | AT45 (2 Wo.)AT | CH91 (1 Wo.)CH | Erstveröffentlichung: 6. September 2019 |
| 2021 | Träumer Telamo (WMG)                        | DE6 (3 Wo.)DE | AT13 (1 Wo.)AT | CH18 (1 Wo.)CH | Erstveröffentlichung: 20. August 2021   |
| 2022 | Lichtblicke Telamo (WMG)                    | DE5 (4 Wo.)DE | AT39 (1 Wo.)AT | CH34 (1 Wo.)CH | Erstveröffentlichung: 2. September 2022 |
| 2024 | Meine Zeit Telamo (WMG)                     | DE3 (1 Wo.)DE | AT9 (1 Wo.)AT | CH85 (1 Wo.)CH | Erstveröffentlichung: 16. August 2024   |